# 索洛維約夫島
索洛維約夫島是俄羅斯的島嶼，屬於法蘭士約瑟夫地群島的一部分，由阿爾漢格爾斯克州負責管轄，位於卡爾亞歷山大島以北7公里，長0.25公里。